# Ermita del Pilar de les Cases de Bàrcena
L'ermita del Pilar és un temple situat a la pedania valenciana de les Cases de Bàrcena. És un Bé de Rellevància Local amb identificador número 46.13.074-004. Fou construïda a mitjan segle xviii, totalment blanquejada i amb una teulada a dues aigües que cobreix l'habitatge de l'ermità adossat a un lateral. Conserva el pou i l'abeurador a vora del camí que utilitzaren les cavalleries antany.